# Canouville
Canouville est une commune française située dans le département de la Seine-Maritime en région Normandie.

## Géographie
Le village se trouve à 90 m d'altitude, sur le rebord ouest d'une vallée sèche qui  rejoint le cours de la Durdent à Paluel.

### Communes limitrophes
|                         | Butot-Vénesville Malleville-les-Grès | Vittefleur        |
| Vinnemerville           | Canouville                           | Sasseville Paluel |
| Criquetot-le-Mauconduit | Ouainville                           | Clasville         |

### Hydrographie
La commune est située dans le bassin Seine-Normandie. Elle n'est drainée par aucun cours d'eau,.

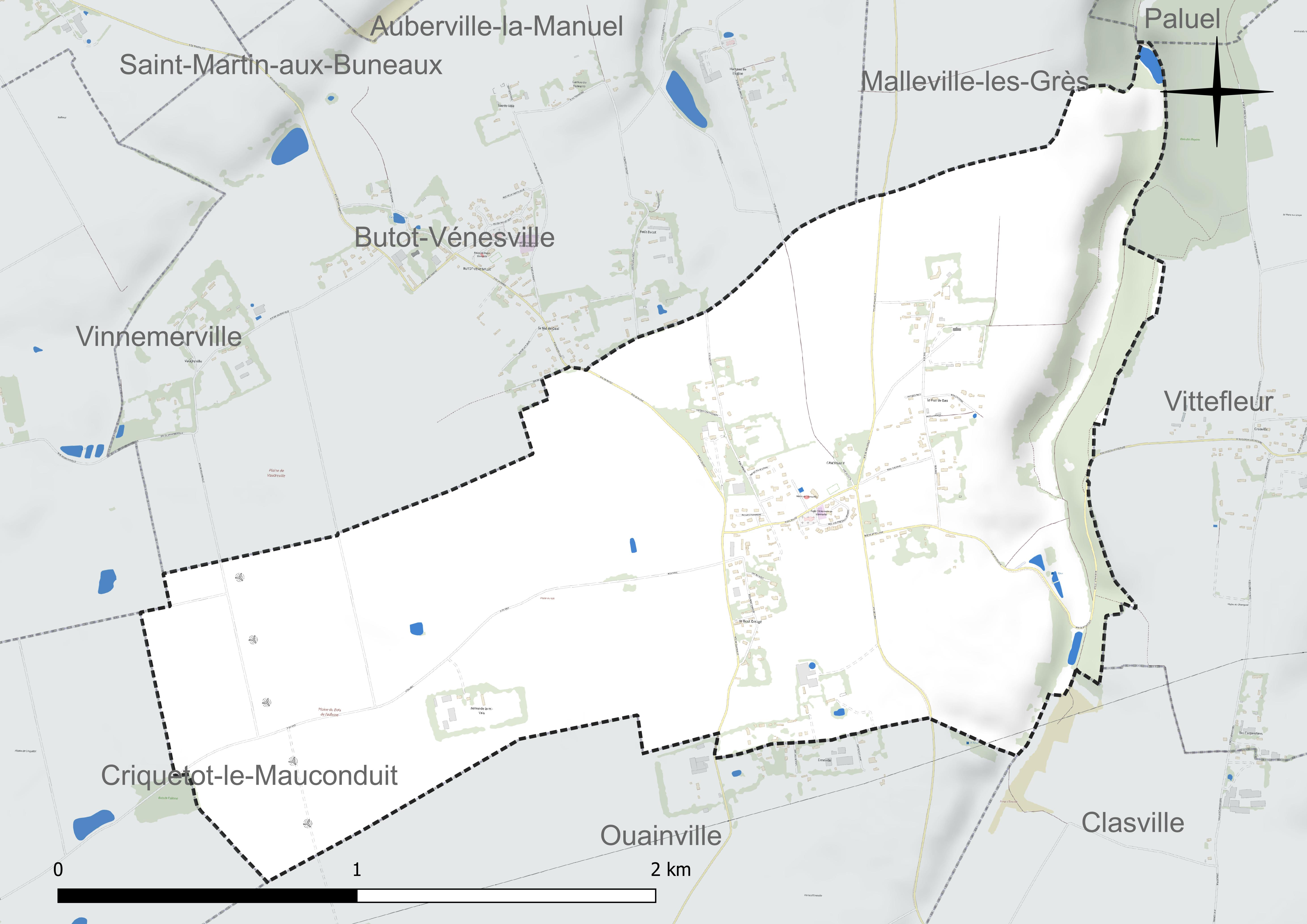
Réseau hydrographique de Canouville.

### Climat
Pour des articles plus généraux, voir Climat de la Normandie et Climat de la Seine-Maritime.
En 2010, le climat de la commune est de type climat océanique franc, selon une étude du CNRS s'appuyant sur une série de données couvrant la période 1971-2000. En 2020, Météo-France publie une typologie des climats de la France métropolitaine dans laquelle la commune est exposée à un climat océanique et est dans la région climatique Côtes de la Manche orientale, caractérisée par un faible ensoleillement (1 550 h/an) ; forte humidité de l’air (plus de 20 h/jour avec humidité relative > 80 % en hiver), vents forts fréquents. Parallèlement le GIEC normand, un groupe régional d’experts sur le climat, différencie quant à lui, dans une étude de 2020, trois grands types de climats pour la région Normandie, nuancés à une échelle plus fine par les facteurs géographiques locaux. La commune est, selon ce zonage, exposée à un « climat maritime », correspondant au Pays de Caux, frais, humide et pluvieux, légèrement plus frais que dans le Cotentin.
Pour la période 1971-2000, la température annuelle moyenne est de 10,3 °C, avec une amplitude thermique annuelle de 12,4 °C. Le cumul annuel moyen de précipitations est de 876 mm, avec 13,1 jours de précipitations en janvier et 8,8 jours en juillet. Pour la période 1991-2020, la température moyenne annuelle observée sur la station météorologique la plus proche, située sur la commune d'Ectot-lès-Baons à 23 km à vol d'oiseau, est de 10,8 °C et le cumul annuel moyen de précipitations est de 905,5 mm,. Pour l'avenir, les paramètres climatiques de la commune estimés pour 2050 selon différents scénarios d’émission de gaz à effet de serre sont consultables sur un site dédié publié par Météo-France en novembre 2022.

## Urbanisme

### Typologie
Au 1er janvier 2024, Canouville est catégorisée commune rurale à habitat dispersé, selon la nouvelle grille communale de densité à sept niveaux définie par l'Insee en 2022.
Elle est située hors unité urbaine et hors attraction des villes,.

### Occupation des sols
L'occupation des sols de la commune, telle qu'elle ressort de la base de données européenne d’occupation biophysique des sols Corine Land Cover (CLC), est marquée par l'importance des territoires agricoles (93,9 % en 2018), une proportion identique à celle de 1990 (93,9 %). La répartition détaillée en 2018 est la suivante : 
terres arables (77,3 %), zones agricoles hétérogènes (16,5 %), forêts (6,1 %). L'évolution de l’occupation des sols de la commune et de ses infrastructures peut être observée sur les différentes représentations cartographiques du territoire : la carte de Cassini (XVIIIe siècle), la carte d'état-major (1820-1866) et les cartes ou photos aériennes de l'IGN pour la période actuelle (1950 à aujourd'hui).

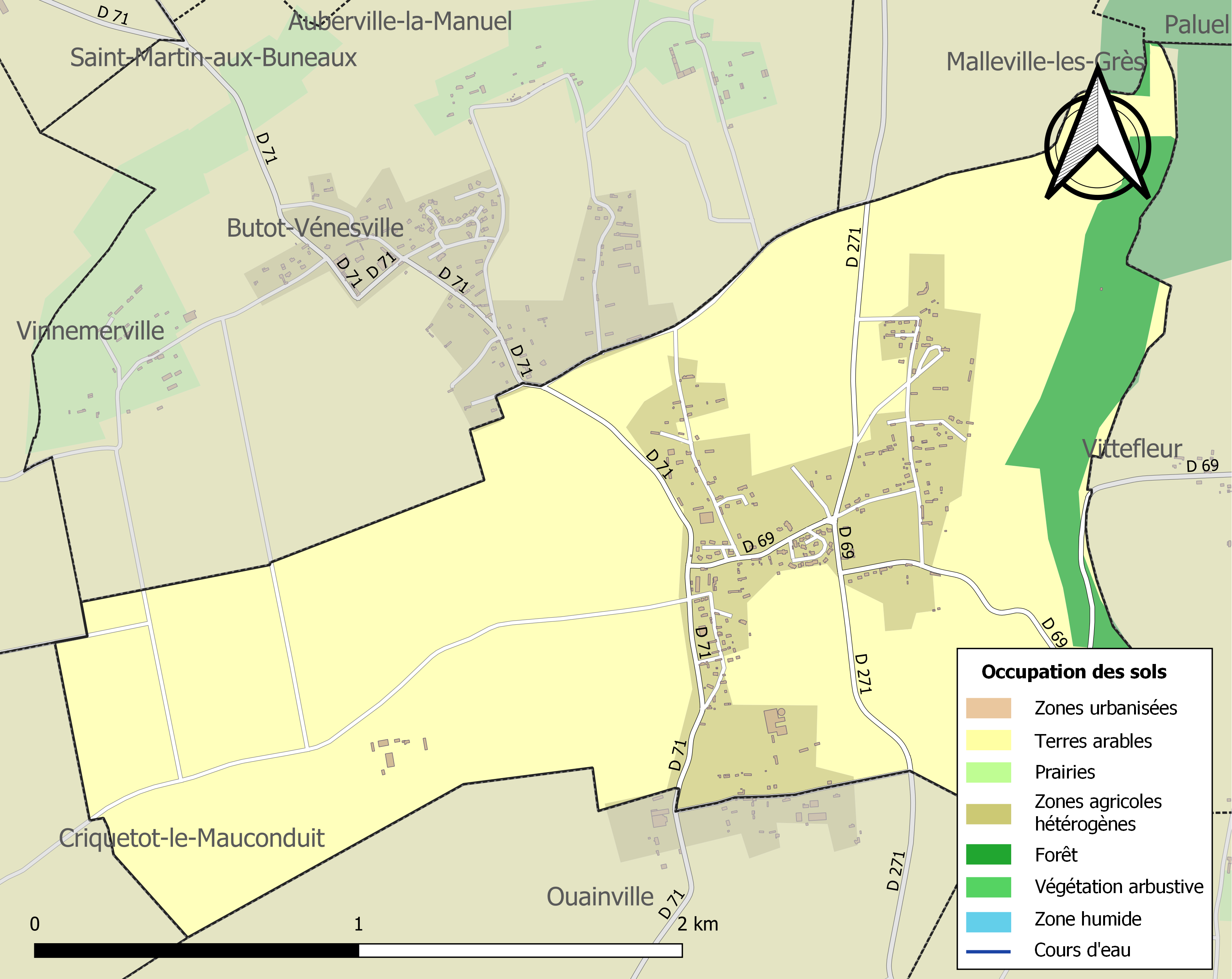
Carte des infrastructures et de l'occupation des sols de la commune en 2018 (CLC).

## Toponymie
Le nom de la localité est attesté sous la forme Kenvaldi villa en 1025 et 1026, de Canovilla vers 1156 (Arch. Eure H 711 f. 40), de Caneholvilla sans date (Arch. S.-M., 24 H charte d'Aelidis de Caneio), de Kenovilla en 1195 (Stapleton 157), de Quenouvilla en 1257 (Arch. S.-M., 19 H cart. f. 69, 80), Kenouville en 1319 (Arch. S.-M., G 3267, 3268), de Quenouville en 1396 (Arch. S.-M., Tab. Rouen, reg. 6 f. 242 ; reg. 7 f. 99, reg. 21 f. 233), Ecc. Beate Marie de Quenouville en 1490, Notre Dame de Canouville en 1614 (Arch. S.-M., E fds. de Manneville), S. Jean de Canonville en 1752 (Arch. S.-M., G 1634, 737), Canonville en 1715 (Frémont), Canouville en 1788 (Dict.).

## Politique et administration
| Période                                  | Période                    | Identité           | Étiquette | Qualité                                                                                 |
| ---------------------------------------- | -------------------------- | ------------------ | --------- | --------------------------------------------------------------------------------------- |
| Les données manquantes sont à compléter. |                            |                    |           |                                                                                         |
| 1860                                     | 1863                       | Gustave Lepicard   |           |                                                                                         |
| 1874                                     | 1879                       | Constantin Cavelan |           |                                                                                         |
| 1885                                     | 1889                       | Lepicard           |           |                                                                                         |
| 1912                                     | 1928                       | Georges Lepicard   |           |                                                                                         |
| 1929                                     |                            | Affagard           |           |                                                                                         |
| 1962                                     |                            | Lepicard           |           |                                                                                         |
| Les données manquantes sont à compléter. |                            |                    |           |                                                                                         |
| mars 2001                                | 2014                       | Jean Doury         | DVD       | Vice-président de la CC de la Côte d'Albâtre (2008 → 2014)                              |
| 2014                                     | En cours (au 10 août 2020) | Annie Dumenil      |           | Vice-présidente de la CC de la Côte d'Albâtre (2014 → ) Réélue pour le mandat 2020-2026 |

## Démographie
L'évolution du nombre d'habitants est connue à travers les recensements de la population effectués dans la commune depuis 1793. Pour les communes de moins de 10 000 habitants, une enquête de recensement portant sur toute la population est réalisée tous les cinq ans, les populations de référence des années intermédiaires étant quant à elles estimées par interpolation ou extrapolation. Pour la commune, le premier recensement exhaustif entrant dans le cadre du nouveau dispositif a été réalisé en 2008.

En 2022, la commune comptait 344 habitants, en évolution de +5,52 % par rapport à 2016 (Seine-Maritime : +0,35 %, France hors Mayotte : +2,11 %).
| 1793 | 1800 | 1806 | 1821 | 1831 | 1836 | 1841 | 1846 | 1851 |
| ---- | ---- | ---- | ---- | ---- | ---- | ---- | ---- | ---- |
| 370  | 400  | 409  | 348  | 403  | 400  | 405  | 408  | 395  |

| 1856 | 1861 | 1866 | 1872 | 1876 | 1881 | 1886 | 1891 | 1896 |
| ---- | ---- | ---- | ---- | ---- | ---- | ---- | ---- | ---- |
| 399  | 379  | 387  | 387  | 346  | 370  | 369  | 357  | 372  |

| 1901 | 1906 | 1911 | 1921 | 1926 | 1931 | 1936 | 1946 | 1954 |
| ---- | ---- | ---- | ---- | ---- | ---- | ---- | ---- | ---- |
| 392  | 379  | 342  | 297  | 283  | 280  | 259  | 241  | 238  |

| 1962 | 1968 | 1975 | 1982 | 1990 | 1999 | 2006 | 2008 | 2013 |
| ---- | ---- | ---- | ---- | ---- | ---- | ---- | ---- | ---- |
| 208  | 201  | 149  | 184  | 236  | 245  | 280  | 290  | 325  |

| 2018 | 2022 | - | - | - | - | - | - | - |
| ---- | ---- | - | - | - | - | - | - | - |
| 344  | 344  | - | - | - | - | - | - | - |

## Culture locale et patrimoine

### Lieux et monuments

#### l'église Notre-Dame
L'église Notre-Dame est construite en grès avec un clocher à la croisée du transept. Le transept nord est absent.
La façade est flanquée de deux petites tours en brique visiblement récentes.
Sur les chapiteaux des piliers qui forment l'entrée du chœur, on distingue des dauphins et des lys et une inscription : commencé en l'an VCCXLIII (1543).
Le dernier curé de la paroisse mort avant la Révolution française est enterré dans le chœur sous une dalle noire.
L'église est entourée d'un cimetière.

#### Le théâtre romain
En janvier 1977, des fouilles ont permis de mettre au jour les restes d'un théâtre romain près de l'église.
Son hémicycle fait face au nord, ses remblais sont maintenus par un mur de silex et de tuf. Il décrit un arc de cercle dont le diamètre maximum est de 75 mètres.
Il ne reste plus que quelques ruines de ce théâtre gallo-romain.

### Héraldique
| Armes de Canouville | Les armes de la commune de Canouville se blasonnent ainsi : De gueules à une charrue à roue d’or soutenue de deux molettes d’éperon du même et d’une couronne étoilée d’argent en pointe. Création Denis Joulain, validée par délibération municipale le 28 septembre 2015. |